# Hílids
Els hílids (Hylidae) són una família d'amfibis anurs molt variables morfològicament i ecològicament. Alguns són verds, tot i que tenen una gran diversitat de pigmentacions. Generalment s'alimenten d'insectes, però algunes cacen petits vertebrats. D'altres, com Cyclorana, s'enterren al fang i es passen bona part de la vida sota terra.

## Taxonomia
La família dels hílids se subdivideix en les subfamílies i els gèneres següents:
Hylidae
| - Subfamília Pelodryadinae - Subfamília Phyllomedusinae | - Subfamília Hylinae |